# Diplazium marojejyense
Diplazium marojejyense là một loài dương xỉ trong họ Athyriaceae. Loài này được Tardieu Rakotondr. ex J.P. Roux mô tả khoa học đầu tiên năm 2009.